# Oihane Hernández
Oihane Hernández Zurbano (* 4. Mai 2000 in Sopelana) ist eine spanische Fußballspielerin. Zumeist wird sie als rechte Außenverteidigerin eingesetzt.

## Karriere

### Verein
Oihane Hernández begann ihre Laufbahn in der Jugend von Betiko Neskak, einem Verein aus Erandio. Im Jahr 2015 wurde sie von Athletic Bilbao verpflichtet und spielte zunächst für die B-Mannschaft der Baskinnen in der Segunda División. Im Laufe ihrer vierten Spielzeit in den Reihen der Zweitvertretung, feierte Oihane am 5. Januar 2019 in einer Ligabegegnung gegen Atlético Madrid ihr Debüt in der ersten Mannschaft, insgesamt brachte sie es in jener Spielzeit auf fünf Einsätze und ein Tor im A-Kader. Die Saison 2019/20 begann Oihane zwar erneut in der B-Mannschaft, bestritt jedoch nur zwei Spiele in der Segunda División, ehe sie dauerhaft in die erste Mannschaft überging. Mit ihrem Team erreichte sie das Halbfinale der Copa de la Reina, bei dem Athletic im Elfmeterschießen an EdF Logroño scheiterte. In der Meisterschaft landeten die Baskinnen auf dem fünften Platz. Im August 2021 holte Oihane mit Athletic den Titel beim Baskischen Fußballpokal, nach einem 4:0 Halbfinalsieg gegen SD Eibar gewann Athletic das Endspiel mit 2:1 gegen Deportivo Alavés. Die spanische Meisterschaft hatte Athletic zuvor nur auf dem enttäuschenden elften Platz beendet. Oihane Hernández etablierte sich als Stammspielerin auf der rechten Außenbahn und brachte es bis zum Sommer 2023 auf 109 Pflichtspieleinsätze und drei Tore in den Reihen von Atletic Bilbao.
Im Anschluss unterzeichnete Oihane Hernández für den Ligakonkurrenten Real Madrid. Mit den Königlichen erreichte sie in der Saison 2023/24 den zweiten Platz in der Meisterschaft, kam jedoch in der Champions League nicht über die Gruppenphase hinaus. Während sie in ihrer ersten Spielzeit zumeist noch in der Startelf stand, verlor Oihane ab Sommer 2024 ihren Stammplatz auf der rechten Außenverteidigerposition an Sheila García und nahm schließlich im Februar 2025 ein Angebot des regierenden NWSL-Meisters Orlando Pride an um in die nordamerikanische Profiliga zu wechseln.

### Nationalmannschaft
Oihane Hernández nahm im Mai 2016 mit der spanischen U16 am UEFA Development Tournament teil. Wenige Monate später stand sie im Aufgebot für die U-17-Weltmeisterschaft und belegte in der Endrunde mit ihrer Auswahl den dritten Platz. Oihane brachte es im Laufe des Turniers auf drei Einsätze. Bei der Endrunde der U-17-Europameisterschaft 2017 erreichte sie mit Spanien das Endspiel, verlor dieses jedoch im Elfmeterschießen gegen Deutschland. Der erste Titelgewinn glückte ihr bei der U-19-EM 2018, diesmal setzten sich die Ibererinnen im Finale mit 1:0 gegen ihre deutschen Alterskolleginnen durch, Oihane selbst kam in allen fünf Endrundenbegegnungen zum Einsatz.
Am 2. September 2022 feierte Oihane Hernández im vorletzten Spiel der WM-Qualifikation gegen Ungarn ihr Debüt in der Nationalmannschaft Spaniens, als sie in der 77. Minute für Olga Carmona eingewechselt wurde. Wenige Tage später stand sie gegen die Ukraine in der Startelf.

## Erfolge
Nationalmannschaft
- Weltmeisterin: 2023
- U19-Europameisterin: 2018

Athletic Bilbao
- Euskal Herriko Kopa: 2021